# Bézouts identitet
Bézouts identitet är en sats inom talteori uppkallad efter Étienne Bézout som säger att för två heltal a och b med största gemensamma delare d går det att hitta heltal x och y så att
{\displaystyle ax+by=d}
och att d är det minsta positiva heltalet som kan skrivas på formen ax + by. Denna identitet förklarar även varför en linjär diofantisk ekvation på formen 
{\displaystyle ax+by=c}
har lösningar om och endast om {\displaystyle \operatorname {SGD} (a,b)|c}.

## Algoritm
Talen x och y ovan kan beräknas genom den utökade Euklides algoritm, men lösningarna är inte unika. Om en lösning {\displaystyle (x_{0},y_{0})} är känd ges de andra lösningarna av:
{\displaystyle \left(x_{0}+{\frac {kb}{\operatorname {SGD} (a,b)}},y_{0}-{\frac {ka}{\operatorname {SGD} (a,b)}}\right)}
där k är ett godtyckligt heltal.

## Bevis
Givet två nollskilda heltal a och b, låt {\displaystyle S=\{ax+by\mid ax+by>0} och {\displaystyle x,y\in \mathbb {Z} \}}. Mängden S är icketom eftersom exempelvis a eller -a är i mängden (tag x = ±1 och y = 0). Enligt  välordningsprincipen har S ett minsta element {\displaystyle d=as+bt}. För att visa att d är den största gemensamma delaren till a och b visas att d delar båda talen samt att c är ett positivt heltal som delar a och b så gäller c < d.
Via divisionsalgoritmen fås
{\displaystyle a=dq+r\quad {\text{med}}\quad 0\leq r<d.}
Resten r är i {\displaystyle S\cup \{0\}}, eftersom
{\displaystyle {\begin{aligned}r&=a-qd\\&=a-q(as+bt)\\&=a(1-qs)-bqt.\end{aligned}}}
Eftersom d är det minsta positiva heltalet i S gäller således att r = 0 och d delar a. På samma vis fås att d delar b.
Nu, låt c vara en gemensam delare till a och b. Alltså finns {\displaystyle u,v\in \mathbb {Z} } sådant att a = cu och b = cv. Det följer att
{\displaystyle {\begin{aligned}d&=as+bt\\&=cus+cvt\\&=c(us+vt).\end{aligned}}}
Alltså är c en delare till d och därför gäller det att c ≤ d.